# Musica (skivmärke)
Musica var en skivetikett skapad 1945 för att kunna ge ut tyska Telefunken-inspelningar i de nordiska länderna, eftersom namnet Telefunken inte kunde användas efter kriget. För att undvika skivor med samma skivnummer men olika innehåll använde man olika nummerserier i de olika länderna. Länderna hade dessutom egna, separata nummerserier där de gav ut sina nya inspelningar.

## Musica i Sverige
Svensk AB Trådlös Telegrafi (SATT) innehade den svenska representationen för Telefunken. SATT hade bland annat en grammofonavdelning som gav ut Telefunken-skivor i Sverige 1932–1945, och där Sixten Eriksson var chef.
Statliga Flyktkapitalbyrån bestämde 1945 att tyska tillgångar i Sverige skulle frysas, för att inte medge att tyska företag skulle kunna tjäna pengar i Sverige. Därigenom kunde inte Telefunken marknadsföras i Sverige, och ett sätt att kringgå det var att byta namn på deras varor. I Sveriges anmäldes namnet Musica till patentverket 1945-11-09 och det registrerades 1946-01-18. Eftersom Telefunken låg nere efter krigsslutet, återutgavs äldre Telefunken-inspelningar på Musica i en särskild nummerserie, men man gjorde också egna inspelningar som spelades in av AB Radiotjänst i Stockholm, antingen i deras lokaler på Kungsgatan, eller i Musikaliska Akademiens stora sal på Nybrokajen. De egna inspelningarna påbörjades redan i augusti 1945, innan namnet Musica blivit registrerat, och utgivningen kom igång under hösten 1945.
Från 1948 återupptog Telefunken sin skivproduktion, och en ny representant för försäljningen i Sverige utsågs, det nystartade Telefunken Försäljnings AB (TEFAB), med Sixten Eriksson som chef. Eriksson hade arbetat på SATT före kriget, men kom närmast från Decca-representanten F. W. Bennet. Därmed hade SATT kvar enbart sina egna Musica-inspelningar. Eftersom Telefunken-namnet fortfarande inte kunde användas startade TEFAB etiketten Telestar 1948, med i princip samma inriktning som Musica: gamla Telefunken-inspelningar och nygjorda egna. Telestar-skivor utgavs även i Tyskland. Från 1949 representerade TEFAB också det amerikanska bolaget Capitol, fram till att Capitol köptes av EMI 1955.
Vid årsskiftet 1952–53 köpte TEFAB upp varumärket Musica, dess katalog och dess rättigheter, och SATT:s grammofonavdelning lades ned. Från 1953 fick TEFAB rätten att använda märket Telefunken igen, och etiketterna Musica och Telestar lades ned, tillfälligt. 1962 inkorporerades TEFAB i Grammofon AB Electra. Telestar återuppstod 1963, främst med återutgivningar på LP. På 1970-talet blev Musica en budgetserie inom Electra-koncernen.
Exempel på artister: Stikkan Anderson, Postflickorna, Gunde Johansson, Sven Lindberg, Stig Olin, Grodan Boll (Thomas Funck), Vi på Saltkråkan, Kalle Grönstedt, Walle Söderlund, Jan Lindblad, Bengt-Arne Wallin.

## Musica i Norge
I Norge var Telefunkens skivor representerat från 1934 av AS Sonora (ett dotterbolag till svenska Sonora), som också hade Deutsche Grammophon och engelska Decca. Vid halvårsskiftet 1937 övertogs AS Sonora av Norsk Telefunken Radioaktieselskap (NTR), där Eilif Meyer var chef för grammofonavdelningen. Liksom i Sverige kunde inte namnet Telefunken användas efter kriget. Där var det statliga Direktoratet for fiendtlig eiendom som tog över och förvaltade tidigare tysk egendom. Även här kringgicks beslutet genom att byta namn. Namnet Musica inlämnades till patentverket i Norge 1945-08-28, och registrerades 1946-04-23. Inspelningsarbetet inleddes i augusti 1945 för utgivning under hösten 1945. Till skillnad mot i Sverige utgavs inga tyska inspelningar i Norge.
I januari 1947 ombildades bolaget till Norsk Elektronisk Radio Apparatur (NERA), som förutom Musica och Telefunken, också representerade amerikanska Capitol, svenska Sonora, Cupol, Karusell, Roulette, danska Tono, med flera bolag. Man samarbetade med Norsk Rikskringkasting och var tidiga med att använda bandspelare för sina inspelningar, redan 1947 (Bårdsen, s. 170f). Viktiga serier var inspelningar med orkesterverk av norska kompositörer med Filharmonisk Selskaps Orkester (serie SK 15500), och traditionsinspelningar med norsk folkmusik (serie RK 900) (Valle & Bratteland, 1991).
1956 förlorade NERA sin agentur för Capitol Records, men lyckades istället få agenturen för RCA. Då övergick man till att ge ut sina inspelningar på RCA, och Musica blev lagt på is. På 1970-talet kom Musica att bli en budgetetikett. 1972 överflyttades NERA’s grammofonverksamhet till bolaget AS Disco, och när det gick i konkurs 1983 övertogs det av det nybildade Grammofon AS Electra, ett dotterbolag till svenska Electra. Efter att det svenska moderbolaget Electra gått i konkurs 1990, fortsatte det norska dotterbolaget med nya ägare, med återutgivningar av främst barnskivor in på 1990-talet.
Exempel på artister: Nora Brockstedt, The Monn Keys, Thorbjørn Egner.

## Musica i Danmark
En separat nummerserie på 1950-talet (5600/5700, A 25 cm, E 30 cm) innehöll inspelningar för Danmark gjorda av Tono.

## Musica i Finland
Ett fåtal skivor gjordes för finska marknaden på 1950-talet. På 1970-talet var Musica en lokal etikett utgiven av AB Discophon Oy (Discogs).